# Lac de Mbakaou
Le lac du Mbakaou est un lac situé au nord du Cameroun, il est alimenté par plusieurs fleuves du haut plateau de Ngaoundéré, la Meng et le Djérem sont les plus importants. La pêche y constitue la principale ressource économique de la région du Djérem.

## Économie
Développement de la filière piscicole : le lac de Mbakaou produit 1034 tonnes de poisson en 2021. En 2020, la production de ce lac s’établissait à 997 tonnes soit une croissance de 37 tonnes en valeur relative et de sensiblement 4% en glissement annuel.

## Histoire
Ce réservoir d'eau existe depuis la construction du barrage de Mbakaou dans les années 1970.